# Man on Fire
Man on Fire (bra: Chamas da Vingança; prt: Homem em Fúria) é um filme estadunidense de 2004, dos gêneros ação e suspense, dirigido por Tony Scott, com roteiro de Brian Helgeland baseado no romance Man on Fire, de A. J. Quinnell.
Trata-se de uma refilmagem do filme homônimo de 1987, ambos baseados no mesmo livro, contanto a história de um mercenário, ex-integrante da Marinha norte-americana e da Legião Estrangeira.

## Elenco
| Actor              | Papel                         |
| ------------------ | ----------------------------- |
| Denzel Washington  | John W. Creasy                |
| Dakota Fanning     | Lupita "Pita" Martin Ramos    |
| Marc Anthony       | Samuel Ramos                  |
| Radha Mitchell     | Lisa Martin Ramos             |
| Christopher Walken | Paul Rayburn                  |
| Giancarlo Giannini | Miguel Manzano                |
| Rachel Ticotin     | Mariana Garcia Guerrero       |
| Jesús Ochoa        | Victor Fuentes                |
| Mickey Rourke      | Jordan Kalfus                 |
| Angelina Peláez    | Irmã Anna                     |
| Roberto Sosa       | Daniel Rosas Sanchez, "A Voz" |
| Gero Camilo        | Aurelio Rosas Sanchez         |
| Mario Zaragoza     | Jorge Ramirez                 |
| Charles Paraventi  | Jersey Boy                    |

## Recepção
Man on Fire teve uma recepção mista para negativa por parte da crítica especializada. No Rotten Tomatoes tem um índice de 39%. Com base em 36 avaliações profissionais, alcançou uma pontuação de 47 em 100 no Metacritic.